# Errante corazón
Errante corazón es una película argentina dirigida por Leonardo Brzezicki y protagonizada por Leonardo Sbaraglia, Miranda de la Serna y Eva Llorach. Fue estrenada el 14 de octubre de 2021.

## Sinopsis
Santiago, un padre soltero y quebrado emocionalmente que está totalmente a la deriva en su vida personal luego de una ruptura, encuentra refugio especialmente en la relación estrecha y emotiva que mantiene con Laila su hija adolescente.

## Reparto
- Leonardo Sbaraglia como Santiago
- Miranda de la Serna como Laila
- Eva Llorach como Eloísa
- Iván González como Federico
- Alberto Ajaka como Luis
- Tuca Andrada como Silvio
- Rodrigo dos Santos como Gilberto
- Beatriz Rajland como Isabel
- Juan Ignacio Ugüet como Eugenio
- Benjamín Ruiz como Martín
- Veronica Hassan como Laura
- Vanesa Maja como Sofía
- Margarita Molfino como Profesora de danza
- Patricio Aramburu como Daniel
- Diego Almeida como Pedro
- Etienne Bobenrieth como Marcelo
- Lourinelson Vladmir como Joao
- Thalita Carauta como Júlia
- Victor Guimarães como Luca
- Joaquim Torres como Fernando
- Bruna G. como Eduarda (as Bruna G)
- Anabella Bacigalupo como Marta amiga de la quinta
- Paco Gorriz como Muchacho 1
- Pablo Lapa como Muchacho 2
- Violeta Uman como Amiga puerto
- Janko Brzezicki como Niño quinta
- Isabella Brzezicki como Sobrina Federico
- Miguel Ángel Weston como Empleado aeropuerto
- Iosi Havilio como Chef bar Santiago
- Marino Martínez como Niño en vereda
- Nancy como Gata Santiago